# Poul Pedersen
Poul Pedersen   (Aarhus, 31 d'octubre de 1932 - Aarhus, 23 de desembre de 2016) fou un futbolista danès de la dècada de 1950.
Fou 50 cops internacional amb la selecció de Dinamarca. Pel que fa a clubs, defensà els colors de l'AIA Aarhus.